# Lars Svensson (Ornithologe)
Lars Gunnar Georg Svensson (* 30. März 1941 in Schweden) ist ein schwedischer Ornithologe, Grafikdesigner sowie Herausgeber und Autor von Vogelbestimmungsbüchern. Sein Forschungsschwerpunkt ist die paläarktische Avifauna.

## Leben
1961 und 1966 war Svensson Vogelberinger und Wärter auf der Vogelwarte Capri im Castello Barbarossa, Anacapri. Von 1961 bis 1965 arbeitete er für die Ottenby fågelstation (Vogelwarte Ottenby) auf der Insel Öland. 1964 diplomierte er zum Grafikdesigner am DGI Grafiska Institutet in Stockholm. Von 1971 bis 1977 war er im Vorstand der Sveriges Ornitologiska Förening (SOF), der Schwedischen Ornithologischen Vereinigung. Von 1971 bis 1974 war er Herausgeber des Journals Vår Fågelvärld, der offiziellen Zeitschrift der SOF. 1972 gründete er die Schwedische Seltenheiten-Kommission, wo er von 1972 bis 1987 Vorsitzender war. Von 1974 bis 1983 war er Mitglied der Nomenklaturkommission der SOF. Svensson ist sowohl Mitglied der Taxonomischen Kommissionen der SOF als auch der BOURC (British Ornithologist’s Union’s Records Committee, Avifaunistische Kommission der British Ornithologists’ Union) und der Association of European Records and Rarities Committees (Vereinigung der Europäischen Avifaunistischen und Seltenheiten-Kommissionen).
Svenssons ornithologische Interessen umfassen die Identifikation, die Alters- und Geschlechtsbestimmung, den Vogelzug, die Taxonomie, die Nomenklatur, die Bioakustik sowie das Studium internationaler Museumssammlungen in Schweden, Dänemark, England und Russland. Ferner ist er Leiter bei Vogelerkundungstouren und Dozent.
Lars Svensson ist Autor zahlreicher Vogelführer und wissenschaftlicher Artikel. Sein bedeutendstes Standardwerk ist Fågelguiden: Europas och Medelhavsområdets fåglar i fält, das erstmals 1999 veröffentlicht wurde und 2010 in einer überarbeiteten Neuauflage erschien. Das in Fachkreisen auch als „Der Svensson Vogelführer“ bekannte Werk entstand in Zusammenarbeit mit Peter J. Grant und den Illustratoren Killian Mullarney, Dan Zetterström und Larry McQueen. Es wurde in zwölf Sprachen übersetzt, darunter auf Deutsch unter dem Titel Der Kosmos Vogelführer – Alle Arten Europas, Nordafrikas und Vorderasiens in den Jahren 1999 und 2011. Während in der ersten Auflage 758 Arten beschrieben und abgebildet waren, stieg die Zahl in der zweiten Auflage auf 900 Arten.
Svensson beschrieb zwei neue Vogeltaxa, im Jahr 2013 die Unterart Sylvia cantillans iberiae der Weißbartgrasmücke und im Jahr 2015 die Unterart Fringilla coelebs harterti des Buchfinks. 2008 und 2009 verfasste er für das Journal of Avian Biology und das Magazin BirdingASIA Beiträge über den zwischen 2006 und 2008 in Thailand und Afghanistan wiederentdeckten Großschnabel-Rohrsänger (Acrocephalus orinus).
Svensson lebt mit seiner Frau, der Designerin Lena Rahoult, die von 2009 bis 2014 Direktorin des Arkitektur- och designcentrum in Stockholm war, in der Stadt Torekov im Südwesten Schwedens.

## Auszeichnungen
1985 wurde Svensson zum Ehrenberinger des British Trust for Ornithology ernannt. 1994 wurde er mit dem Letterstetdska Författerpriset für Autorschaft der Königlich Schwedischen Akademie der Wissenschaften ausgezeichnet. 2004 erhielt Svensson die Ehrendoktorwürde der Universität Uppsala. Im selben Jahr wurde er Ehrenmitglied der Sociedad Española de Ornitología.

## Werke (Auswahl)
- mit Hadoram Shirihai: Handbook of Western Palearctic Birds. Band 1: Passerines: Larks to Warblers. 2018.
- mit Hadoram Shirihai: Handbook of Western Palearctic Birds. Band 2: Passerines: Flycatchers to Buntings. 2018.
- mit Peter J. Grant: Fågelguiden: Europas och Medelhavsområdets fåglar i fält. Illustrationen von Killian Mullarney, Dan Zetterström und Larry McQueen. 2010. (deutsch: Der Kosmos Vogelführer: alle Arten Europas, Nordafrikas und Vorderasiens. 2011, ISBN 978-3-440-12384-3) (erweiterte Neuauflage)
- mit Jan Pedersen: Fågelsång. 2009. (deutsch: Vogelstimmen : Unsere Vögel und ihr Gesang. Übersetzung: Einhard Bezzel. Malik Verlag, München 2012)
- mit Peter J. Grant: Fågelguiden: Europas och Medelhavsområdets fåglar i fält. Illustrationen von Killian Mullarney, Dan Zetterström und Larry McQueen. 1999. (deutsch: Der Kosmos Vogelführer: alle Arten Europas, Nordafrikas und Vorderasiens. 1999)
- Collins Bird Guide. 1999. (englischsprachige Ausgabe von Fågelguiden: Europas och Medelhavsområdets fåglar i fält)
- mit Benny Andersson und Dan Zetterström: Fågelsång i Sverige: 90 välkända fåglars läten. 1990. (CD, Kassette und Buch)
- mit Håkan Delin: Photographic Guide to the Birds of Britain and Europe. 1988. (deutsch: Der Kosmos-Vogelatlas : alle europäischen Vögel. 1989 und 1994)
- Soviet Birds. 1984. (Kassette)
- Collins Guide to the Birds of Britain and Europe. 1980.
- als Hrsg.: Sveriges fågler. 1978.
- Fågellokaler i Sverige. 1972. (4. Auflage, 1985)
- mit Håkan Delin: The Hamlyn Guide to the Birds of Britain and Europe. 1970. (überarbeitete Neuauflagen 1986 und 1992) (deutsch: Der Große BLV Vogelführer für unterwegs: Alle Arten Europas. 2008)
- Identification Guide to European Passerines. 1970. (Neuauflagen 1975, 1984 und 1992) (Autor und Illustrator)
- Bestämningsguide för vissa tättingar. 1964 (Autor und Illustrator)
- Der Kosmos Vogelführer – Alle Arten Europas, Nordafrikas und Vorderasiens, 2023